# Johann Neumann (Politiker)
Johann Neumann (* 10. Juni 1929 in Modriach; † 8. Januar 2013 in Voitsberg) war ein österreichischer Politiker (ÖVP) sowie Gast- und Landwirt. Neumann war von 1957 bis 1966 Abgeordneter zum Landtag Steiermark und von 1966 bis 1986 Abgeordneter zum Nationalrat.
Neumann besuchte nach acht Klassen der Volksschule eine landwirtschaftliche Fachschule und war in der Folge als Gast- und Landwirt tätig. Er vertrat die ÖVP von 1957 bis 1966 im Steiermärkischen Landtag, wirkte ab 1960 als Bürgermeister in Modriach und war von 1958 bis 1980 Hauptbezirksparteiobmann der ÖVP Voitsberg. Er war vom 30. März 1966 bis zum 4. November 1971 Abgeordneter zum Nationalrat und rückte am 17. Dezember 1971 erneut in den Nationalrat nach, dem er bis zum 16. Dezember 1986 angehörte.